# 圖氏珍燈魚
圖氏珍灯鱼（学名：Lampanyctus turneri）为輻鰭魚綱燈籠魚目灯笼鱼科的其中一種。分布于東大西洋及紐西蘭海域，為深海魚類，棲息深度可達1757公尺，體長可達7公分。

## 扩展阅读
維基物種上的相關：圖氏珍灯鱼